# Алек Патрић
Алек Патрић је аустралијски романописац и писац кратких прича. Патрић је рођен у Земуну, у Србији, а још као дете је са породицом емигрирао у Аустралију. Освојио је награду Мајлс Френклин 2016. за свој дебитантски роман Black Rock White City.
Патрић је професор креативног писања на Универзитету у Мелбурну.

### Романи
- Black Rock White City (2015)
- Atlantic Black (2017)

### Збирке кратких прича
- Звечкар и друге приче (2011)
- Лас Вегас за вегане (2012)
- Бруно Крамзер: Дуга прича (2013)
- Приче о птицама месарима (2018)